# Општина Родна (Бистрица-Насауд)
Родна (рум. Rodna) општина је у Румунији у округу Бистрица-Насауд.
Oпштина се налази на надморској висини од 921 m.